# Dourados

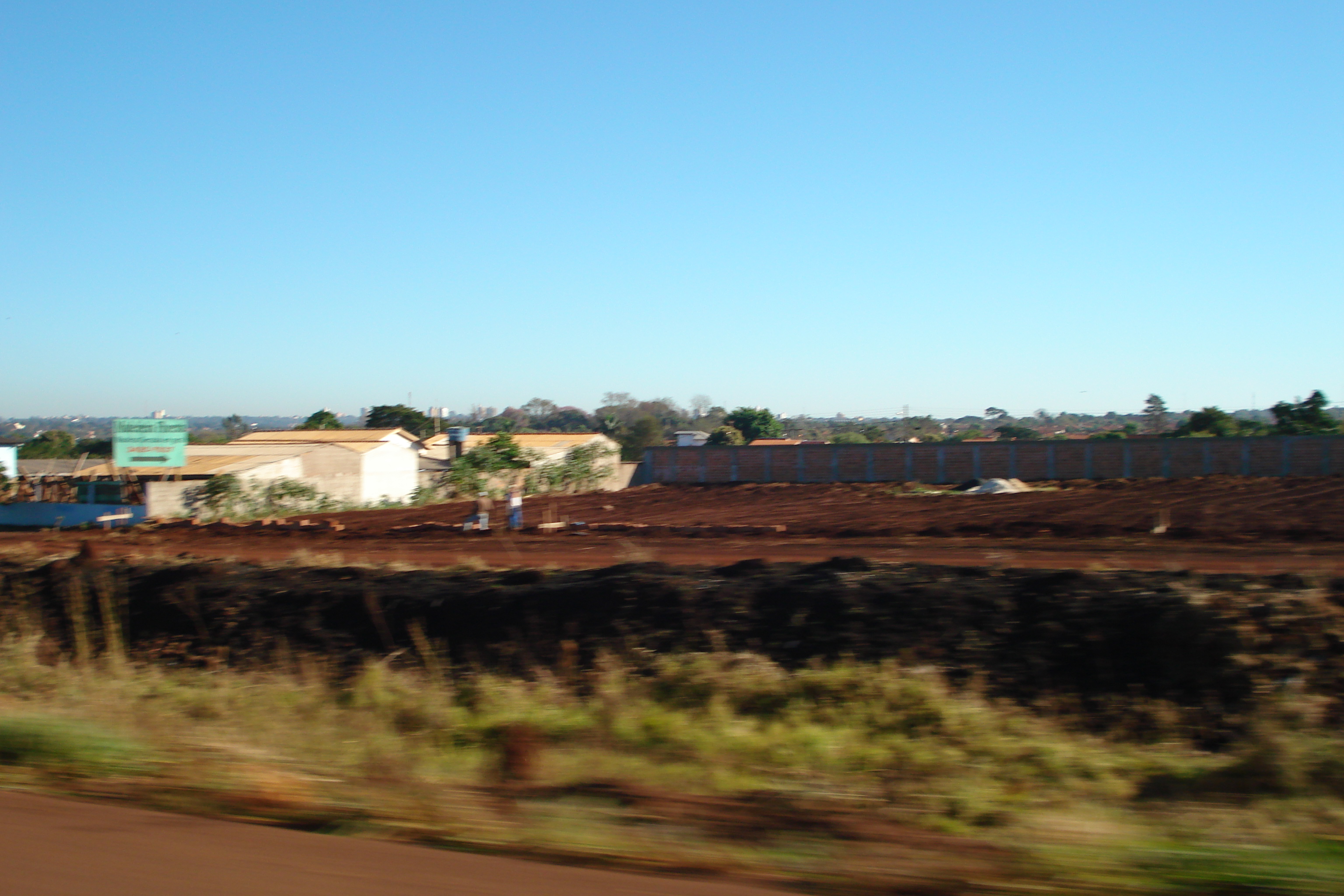
Dourados.

Dourados este un oraș în Mato Grosso do Sul (MS), Brazilia.